# Sofia de Württemberg
Prințesa Sophia Frederika Mathilde de Württemberg (germană Sophia Frederika Mathilde Prinzessin von Württemberg; 17 iunie 1818 – 3 iunie 1877) a fost regină a Țărilor de Jos, ca prima soție a regelui Willem al III-lea al Țărilor de Jos.
1. 1 2  RKDartists, accesat în 30 ianuarie 2019